# Куч-е Емам
Куч-е Емам (перс. قوچ امام) — село в Ірані, у дегестані Нур-Алі-Бейк, у Центральному бахші, шагрестані Саве остану Марказі. За даними перепису 2006 року, його населення становило 116 осіб, що проживали у складі 30 сімей.

## Клімат
Середня річна температура становить 17,24 °C, середня максимальна – 35,98 °C, а середня мінімальна – -4,25 °C. Середня річна кількість опадів – 242 мм.
| Клімат поселення                              | Клімат поселення | Клімат поселення | Клімат поселення | Клімат поселення | Клімат поселення | Клімат поселення | Клімат поселення | Клімат поселення | Клімат поселення | Клімат поселення | Клімат поселення | Клімат поселення | Клімат поселення |
| Показник                                      | Січ.             | Лют.             | Бер.             | Квіт.            | Трав.            | Черв.            | Лип.             | Серп.            | Вер.             | Жовт.            | Лист.            | Груд.            |                  |
| Середній максимум, °C                         | 12,26            | 14,53            | 18,43            | 25,07            | 30,18            | 35,13            | 35,98            | 35,35            | 31,40            | 24,67            | 18,02            | 12,12            |                  |
| Середня температура, °C                       | 4,00             | 6,27             | 10,18            | 16,81            | 21,92            | 26,89            | 29,84            | 29,22            | 25,27            | 18,53            | 11,88            | 5,99             |                  |
| Середній мінімум, °C                          | −4,25            | −1,97            | 1,93             | 8,56             | 13,68            | 18,63            | 23,72            | 23,08            | 19,14            | 12,40            | 5,76             | −0,14            |                  |
| Норма опадів, мм                              | 35               | 34               | 43               | 29               | 22               | 4                | 1                | 1                | 1                | 14               | 23               | 35               |                  |
| Середньомісячна швидкість вітру, м/с          | 1.52             | 2.10             | 2.78             | 3.10             | 3.07             | 2.80             | 2.90             | 2.80             | 2.39             | 2.20             | 1.80             | 1.44             |                  |
| Середньомісячна сонячна радіація, кДж/м²·день | 9299             | 12037            | 14508            | 18125            | 22007            | 26162            | 25693            | 23508            | 19994            | 14759            | 10915            | 8811             |                  |
| --------------------------------------------- | ---------------- | ---------------- | ---------------- | ---------------- | ---------------- | ---------------- | ---------------- | ---------------- | ---------------- | ---------------- | ---------------- | ---------------- | ---------------- |
| Джерело:                                      |                  |                  |                  |                  |                  |                  |                  |                  |                  |                  |                  |                  |                  |